# Женская сборная Зимбабве по футболу
Женская сборная Зимбабве по футболу (англ. Zimbabwe women's national football team) представляет Зимбабве в международных матчах по футболу. Управляется Футбольной ассоциацией Зимбабве. На 15 марта 2024 года занимает 127-е место в рейтинге FIFA. Участник Олимпиады 2016 в Рио-де-Жанейро.

## История
В 1991 году сборная Зимбабве была заявлена для участия в Кубке Африки, но снялась с турнира не проведя ни одного матча.
Первой игрой сборной Зимбабве стал товарищеский матч против команды Лесото 30 июля 2000 года. Первая игра в рамках официальных турниров была сыграна 11 ноября 2000 года на Кубке Африки против Уганды и завершилась ничьей 2:2.
В 2003 году Футбольная ассоциация Зимбабве начала расследование по делу о сексуальных домогательствах к футболисткам национальной сборной после того как Йесмор Мутеро обвинила тренера сборной Шаки Тауро в том, что он заразил её ВИЧ-инфекцией.
В 2011 году сборная Зимбабве впервые в своей истории стала победительницей Кубка КОСАФА.
В 2015 году сборная стала одной из двух победительниц квалификационного турнира к Олимпиаде 2016 года.
На Олимпиаде сборная заняла последнее место в группе, проиграв все три матча — Германии, Австралии и Канаде.
В 2017 году команда дошла до финала Кубка КОСАФА, в котором уступила сборной ЮАР со счётом 1:2.

## Результаты на международных турнирах

### Олимпийские игры
| Год   | Раунд              | Место              | И                  | В                  | Н                  | П                  | Мячи               |
| ----- | ------------------ | ------------------ | ------------------ | ------------------ | ------------------ | ------------------ | ------------------ |
| 1996  | Не квалифицирована | Не квалифицирована | Не квалифицирована | Не квалифицирована | Не квалифицирована | Не квалифицирована | Не квалифицирована |
| 2000  | Не квалифицирована | Не квалифицирована | Не квалифицирована | Не квалифицирована | Не квалифицирована | Не квалифицирована | Не квалифицирована |
| 2004  | Не квалифицирована | Не квалифицирована | Не квалифицирована | Не квалифицирована | Не квалифицирована | Не квалифицирована | Не квалифицирована |
| 2008  | Не квалифицирована | Не квалифицирована | Не квалифицирована | Не квалифицирована | Не квалифицирована | Не квалифицирована | Не квалифицирована |
| 2012  | Не квалифицирована | Не квалифицирована | Не квалифицирована | Не квалифицирована | Не квалифицирована | Не квалифицирована | Не квалифицирована |
| 2016  | гр.турнир          | 12                 | 3                  | 0                  | 0                  | 3                  | 3-15               |
| 2020  | Не квалифицирована | Не квалифицирована | Не квалифицирована | Не квалифицирована | Не квалифицирована | Не квалифицирована | Не квалифицирована |
| Всего | 1/7                | -                  | 3                  | 0                  | 0                  | 3                  | 3-15               |

- В ничьи включены матчи, завершившиеся серией пенальти

### Чемпионаты мира
Сборная Зимбабве ни разу не квалифицировалась для участия в финальном турнире чемпионата мира.

### Кубок Африки
| Год   | Результат              | М                      | В                      | Н*                     | П                      | МЗ                     | МП                     |
| ----- | ---------------------- | ---------------------- | ---------------------- | ---------------------- | ---------------------- | ---------------------- | ---------------------- |
| 1991  | Снялась с соревнований | Снялась с соревнований | Снялась с соревнований | Снялась с соревнований | Снялась с соревнований | Снялась с соревнований | Снялась с соревнований |
| 1995  | Не участвовала         | Не участвовала         | Не участвовала         | Не участвовала         | Не участвовала         | Не участвовала         | Не участвовала         |
| 1998  | Не участвовала         | Не участвовала         | Не участвовала         | Не участвовала         | Не участвовала         | Не участвовала         | Не участвовала         |
| 2000  | 4-е место              | 5                      | 1                      | 1                      | 3                      | 8                      | 17                     |
| 2002  | групповой турнир       | 3                      | 0                      | 2                      | 1                      | 2                      | 4                      |
| 2004  | групповой турнир       | 3                      | 1                      | 1                      | 1                      | 3                      | 4                      |
| 2006  | Не участвовала         | Не участвовала         | Не участвовала         | Не участвовала         | Не участвовала         | Не участвовала         | Не участвовала         |
| 2008  | Не квалифицировалась   | Не квалифицировалась   | Не квалифицировалась   | Не квалифицировалась   | Не квалифицировалась   | Не квалифицировалась   | Не квалифицировалась   |
| 2010  | Не участвовала         | Не участвовала         | Не участвовала         | Не участвовала         | Не участвовала         | Не участвовала         | Не участвовала         |
| 2012  | Не квалифицировалась   | Не квалифицировалась   | Не квалифицировалась   | Не квалифицировалась   | Не квалифицировалась   | Не квалифицировалась   | Не квалифицировалась   |
| 2014  | Не квалифицировалась   | Не квалифицировалась   | Не квалифицировалась   | Не квалифицировалась   | Не квалифицировалась   | Не квалифицировалась   | Не квалифицировалась   |
| 2016  | групповой турнир       | 3                      | 0                      | 1                      | 2                      | 0                      | 3                      |
| 2018  | Не квалифицировалась   | Не квалифицировалась   | Не квалифицировалась   | Не квалифицировалась   | Не квалифицировалась   | Не квалифицировалась   | Не квалифицировалась   |
| 2020  | Отменён                | Отменён                | Отменён                | Отменён                | Отменён                | Отменён                | Отменён                |
| 2022  | Не квалифицировалась   | Не квалифицировалась   | Не квалифицировалась   | Не квалифицировалась   | Не квалифицировалась   | Не квалифицировалась   | Не квалифицировалась   |
| Итого | 4/14                   | 14                     | 2                      | 5                      | 7                      | 13                     | 28                     |

*В ничьи включены матчи, завершившиеся послематчевыми пенальти.